# ペイシェンス (コミック)
『ペイシェンス』（英: Patience）とは2016年に米国のファンタグラフィックス社から刊行されたダニエル・クロウズによるグラフィックノベルである。日本語版は2019年中に刊行予定。タイムトラベルを扱ったSFラブストーリーで、ジャックという男性がアパートで妊娠中の妻ペイシェンスが殺されているのを発見したことから始まる顛末を描く。歳月を経て、悲嘆によって人生を誤ったジャックは偶然タイムマシンを発見し、ペイシェンスを救おうとする。 
クロウズは本書に「無限に広がる原初的な永遠の愛へと向かう宇宙的なタイムワープのバッドすぎるトリップ」というシュールで皮肉なキャッチコピーをつけた。 
ジャックが次元の狭間を落下し続けながら時空から切り離された自分の幻に苛まされるシーンでは、コントラストが効いた鮮やかなカラーリングや、シュルレアルなSF的イメージが雰囲気を作り出している。クロウズはグラフィックノベル作品ごとに、本作のようにけばけばしいほど多くの色を使うアプローチと、『ゴーストワールド』や『デビッド・ボーリング』のように抑えめの青や緑でモノクロのような効果を作り出すアプローチを使い分ける傾向がある。 

## 背景と制作過程
約180ページの『ペイシェンス』はクロウズの著書中で最長であり、個人誌『エイトボール』などでの連載ではない描き下ろし作品としては『ウィルソン』に続いて2番目である。グラフィックノベルの出版を手掛けているアルヴィン・ブエナヴェンチュラが製本・製作面でクレジットを受けている。 

## 映画化
2016年12月13日、クロウズは本作をフォーカス・フィーチャーズから映画化すると発表した。映画版『ウィルソン』のプロモーション中に、クロウズは『ペイシェンス』が以前の自作映画化と異なり、長さが脚本化にちょうどいいと述べている。 